# John Crawley (futbolista)
John Crawley (Parramatta, Sídney, Australia, 5 de marzo de 1972) y es un exfutbolista australiano. Jugaba de portero y militó en diversos clubes de Australia y Chile.

## Trayectoria
Inició su carrera en las divisiones inferiores del Blacktown City FC de Australia. En 1990 se radica en Chile para unirse a Colo-Colo donde buscar potenciar su nivel en el fútbol profesional. 
Tras pasar por varios clubes chilenos, logra jugar en la portería de Colo-Colo en el último partido del Torneo Nacional 1994.
Posteriormente vuelve a Australia donde vuelve a jugar de forma regular. 
Tras su retiro se ha destacado como preparador de nuevos arqueros, destacándose Mathew Ryan, portero titular de Selección de fútbol de Australia en el Mundial de Brasil 2014.

## Clubes
| Club                            | País      | Año       |
| ------------------------------- | --------- | --------- |
| Blacktown City                  | Australia | 1990      |
| Colo-Colo                       | Chile     | 1990-1995 |
| → Lota Schwager (cedido)        | Chile     | 1992      |
| → Magallanes (cedido)           | Chile     | 1993      |
| → Juventud Puente Alto (cedido) | Chile     | 1994      |
| Blacktown City                  | Australia | 1996-1997 |
| Macarthur Rams                  | Australia | 1998-1999 |
| Sydney United                   | Australia | 1999-2000 |
| Blacktown City                  | Australia | 2000-2005 |
| Central Coast Mariners          | Australia | 2005-2007 |